# Метод матриць переходу

Проходження променів через шар

Метод матриць переходу — метод розрахунку проходження хвиль через багатошарові середовища, що дозволяє, зокрема,  звести обчислення коефіцієнтів проходження та відбиття до простого множення матриць. Метод застосовується в оптиці, акустиці, квантовій механіці, при аналізі розсіяння нейтронів тощо. Наприклад, в оптиці його можна використати для розрахунків просвітленої оптики та діелектричних дзеркал.

## Формулювання
В межах окремого шару багатошарової структури розв'язок хвильового рівняння можна записати у вигляді суперпозиції хвиль, що розповсюджуються в різні сторони
{\displaystyle \psi (z)=a_{n}e^{ik_{n}z}+b_{n}e^{-ik_{n}z}\,},
де {\displaystyle a_{n}} та {\displaystyle b_{n}} — невідомі коефіцієнти, що визначаються з граничних умов, а {\displaystyle k_{n}} — хвильове число.
Нехай граничні умови на межі між шаром n та шаром n+1 для функції {\displaystyle \psi (z)} є неперервність самої функції та її похідної:
{\displaystyle \left\{{\begin{array}{lcl}a_{n}e^{ik_{n}d_{n}}+b_{n}e^{-ik_{n}d_{n}}&=&a_{n+1}+b_{n+1}\,\\ik_{n}a_{n}e^{ik_{n}d_{n}}-ik_{n}b_{n}e^{-ik_{n}d_{n}}&=&ik_{n+1}a_{n+1}-ik_{n+1}b_{n+1}.\end{array}}\right.}

Тут {\displaystyle d_{n}} —   ширина n-го шару. 
Вводячи вектор 
{\displaystyle \phi _{n}=({\begin{array}{cc}a_{n}&b_{n}\end{array}})},
ці граничні умови можна записати 
{\displaystyle L_{n}S_{n}\phi _{n}^{T}=L_{n+1}\phi _{n+1}^{T},}
де 
{\displaystyle S_{n}=\left({\begin{array}{cc}e^{ik_{n}d_{n}}&0\\0&e^{-ik_{n}d_{n}}\end{array}}\right)}
{\displaystyle L_{n}=\left({\begin{array}{cc}1&1\\ik_{n}&-ik_{n}\end{array}}\right)}
Тоді 
{\displaystyle L_{n}\phi _{n}^{T}=L_{n}S_{n}^{-1}L_{n}^{-1}L_{n+1}\phi _{n+1}^{T}=M_{n}L_{n+1}\phi _{n+1}^{T}.}
Усі властивості n-го шару (хвильове число, що визначається законом дисперсії для хвилі в шарі та товщина шару) зосереджені в матриці {\displaystyle M_{n}}, яку називають матрицею переходу, матрицею трансляції, трансфер-матрицею.
Для розглянутої задачі трансфер-матриця дорівнює 
{\displaystyle M_{n}=L_{n}S_{n}^{-1}L_{n}^{-1}=\left({\begin{array}{cc}\cos k_{n}d_{n}&-{\frac {1}{k_{n}}}\sin k_{n}d_{n}\\k_{n}\sin k_{n}d_{n}&\cos k_{n}d_{n}\end{array}}\right).}
Трансфер-матриця багатошарової системи визначається добутком матриць переносу окремих шарів:
{\displaystyle M=\prod _{n=1}^{n}M_{n}.}
Для визначення амплітуд відбитої хвилі та хвилі, що пройшла через систему, можна записати 
{\displaystyle L_{L}\phi _{L}^{T}=ML_{R}\phi _{R}^{T},}
де індекси L та R  позначають крайнє ліве напівнескінченне середовище, з якого хвиля надходить, та крайнє праве напівнескінченне середовище, куди хвиля проходить. Відповідно, 
{\displaystyle \phi _{L}^{T}=\left({\begin{array}{c}1\\r\end{array}}\right),\qquad \phi _{R}^{T}=\left({\begin{array}{c}t\\0\end{array}}\right).}
Отже, 
{\displaystyle \left({\begin{array}{c}1\\r\end{array}}\right)=L_{L}^{-1}ML_{R}\left({\begin{array}{c}t\\0\end{array}}\right)=M^{tot}\left({\begin{array}{c}t\\0\end{array}}\right).}
Звідси, амплітуда хвилі, що пройшла через багатошарову систему, дорівнює 
{\displaystyle t=1/M_{11}^{tot}},
а амплітуда відбитої хвилі 
{\displaystyle r=M_{21}^{tot}/M_{11}^{tot}.}
Коефіцієнти проходження та відбиття визначаються квадратами модулів цих величин
{\displaystyle T=|t|^{2},\qquad R=|r|^{2}.}
В загальному випадку матеріали шарів можуть поглинати хвилі, і тоді хвильові числа — комплексні. Це не обмежує використання методу. Коефіцієнт поглинання дорівнює:
{\displaystyle A=1-R-T.}

## Оптика
В оптиці вирази для трансфер матриці шару мають різний вигляд у залежності від поляризації електромагнітної хвилі. При нормальному падінні світла на межу розділу електромагнітна хвиля має s-поляризацію. Тоді хвильові числа визначаються законом дисперсії 
{\displaystyle k_{n}^{2}={\frac {\omega ^{2}}{c^{2}}}\varepsilon _{n},}
де {\displaystyle \omega } — циклічна частота, {\displaystyle c} — швидкість світла, а {\displaystyle \varepsilon _{n}} — діелектрична проникність шару. Граничними умовами для s-поляризації є неперервність тангенціальної компоненти напруженості електричного поля хвилі та нормальної компоненти вектора магнітної індукції, що пропорційний похідній від танггенціальної компоненти напруженості електричного поля, а тому матриці переходу мають вигляд, аналогічний викладеному в попередньому параграфі. 
При похилому падінні крім s-поляризації існує ще p-поляризація. Ці два випадки вимагають окремого розгляду. Для обох поляризацій хвильове число визначається як 
{\displaystyle k_{n}^{2}={\frac {\omega ^{2}}{c^{2}}}\varepsilon _{n}-q^{2},}
де {\displaystyle {\mathbf {q} }} - однакова для всіх шарів компонента хвильового вектора, паралельна поверхні розділу.
Для p-поляризації граничними умовами є неперервність тангенціальної компоненти напруженості магнітного поля хвилі та нормальної компоненти вектора електричної індукції, тому в граничні умови входять діелектричні проникності шарів.
Матриця {\displaystyle L_{n}} набирає вигляду:
{\displaystyle L_{n}=\left({\begin{array}{cc}\varepsilon _{n}&\varepsilon _{n}\\ik_{n}&-ik_{n}\end{array}}\right),}
а трансфер-матриця шару:
{\displaystyle M_{n}=L_{n}S_{n}^{-1}L_{n}^{-1}=\left({\begin{array}{cc}\cos k_{n}d_{n}&-{\frac {\varepsilon _{n}}{k_{n}}}\sin k_{n}d_{n}\\{\frac {k_{n}}{\varepsilon _{n}}}\sin k_{n}d_{n}&\cos k_{n}d_{n}\end{array}}\right).}

## Виноски
1. ↑  Born, M.; Wolf, E., Principles of optics: electromagnetic theory of propagation, interference and diffraction of light.  Oxford, Pergamon Press, 1964.